# Ексодус
„Ексодус“ (на английски: Exodus) е американска траш метъл група, създадена в Ричмънд, щата Калифорния, САЩ през 1979 г.
През 37-годишното си съществуване Exodus е преминала през много промени на състава, 2 продължителни паузи и смъртта на двама от бившите членове на групата. Техният текущ състав: вокалист Стийв „Зетро“ Соуза, китаристи Гари Холт и Лий Алтус, басист Джак Гибсън и барабанист Том Хънтинг. Хънтинг е един от оригиналните членове и на два пъти е напускал групата, през 1989 и 2004 г., но се е завърнал през 2007 г. Холт се е присъединил малко след създаването на групата и е единственият, който е свирил на всички издания.
От създаването си, Exodus са издали десет студийни албума, два живи албума и две компилации. Заедно с Possessed, Testament, Death Angel, Vio-Lence, Forbidden, Lääz Rockit и Metallica, чийто китарист Кърк Хамет е един от основателите на Exodus, се считат за пионери на Bay Area траш метъл сцената. Exodus са продали повече от пет милиона албума по целия свят. Последният издаден албум е Blood In, Blood Out през 2014 г. Групата се очаква да пусне следващият си студиен албум в началото на 2018 г.

## Дискография
- Bonded by Blood (1985)
- Pleasures of the Flesh (1987)
- Fabulous Disaster (1989)
- Impact Is Imminent (1990)
- Force of Habit (1992)
- Tempo of the Damned (2004)
- Shovel Headed Kill Machine (2005)
- The Atrocity Exhibition... Exhibit A (2007)
- Exhibit B: The Human Condition (2010)
- Blood In, Blood Out (2014)
- Persona Non Grata (2021)

## Състав
Настоящи членове
- Том Хънтинг – барабани (1979 – 1989, 1997 – 1998, 2001 – 2005, 2007 – ), вокали (1979 – 1980)
- Гари Холт – китара (1981 – 1994, 1997 – 1998, 2001 – )
- Стийв „Зетро“ Соуза – вокали (1986 – 1993, 2002 – 2004, 2014 – )
- Джак Гибсън – бас китара (1997 – 1998, 2001 – )
- Лий Алтус – китара (2005 – )

## България
За първото си участие в България Exodus пристигат на 13 август 2008 г., по повод третото издание на ежегодно провеждания фестивал в Калиакра Thrash Till Death. От април 2008 г. те са на турне, което се превръща в европейско фестивално от началото на юли. На фестивала участват също Overkill и 3 Inches Of Blood.
По отношение на турнето китаристът на Exodus споделя следното:
| „ | В момента с момчетата сме на една вълна и сме доволни от добре свършената работа по последния албум. | “ |

Събитието не може да протече без участието на български творци – това са хардкор първенците Last Hope. Фестивалът се организира се от Община Каварна и Жокер медиа и се провежда на градския стадион „Калиакра“.